# Stadio Olimpico
Stadio Olimpico, dříve jako Stadio dei Cipressi a Stadio dei Centomila je italské víceúčelové sportovní zařízení v Římě , které se nachází v komplexu Foro Italico, na svazích Monte Mario, v severozápadním místě města.
Jeho momentální kapacita je více než 70 000 diváků a je domovem dvou prvoligových fotbalových klubů SS Lazio a AS Řím a již od roku 1953, kdy se otevřel. Hraje zde jak fotbalová reprezentace, tak i ragbyová. Díky atletické dráze slouží i atletice. Největší světová akce zde byla v roce 1960, když se na stadionu konaly letní olympijské hry. V roce 1990 byl jeden z dvanácti stadionů pro MS a také pro ME (1968, 1980 a 2020). Také zde jsou i hudební koncerty. Stadion má čtyři  UEFA, tedy stadion s nejvyšší technickou úrovní. Jeden ze čtyř v Itálii.

## Historie

### 1932–1989
Práce začaly v roce 1927 podle projektu architekta Enrica Del Debbia. Stadion byl částečně slavnostně otevřen v roce 1932. Poté navrhl Del Debbio tři různé typy stadionů, které však nenašly realizaci. Práce pokračovaly v roce 1937 inženýry Frisou a Pintonello , ale byly přerušeny v roce 1940 kvůli vypuknutí druhé světové války. Mezitím se v zařízení konaly gymnasticko-sportovní akce a vojenské přehlídky.
Pro dostavbu stadionu byli znovu započaty práce na konci roku 1950. Projekt byl svěřen inženýru Carlu Roccatellimu, členu Vrchní rady veřejných prací, s radou architekta Cesare Valleho , rovněž člena vysokého ministerského shromáždění. Zpočátku se uvažovalo o složitější struktuře, než která byla skutečně postavena, ale nedostatek financí a ekologické charakteristiky oblasti vedly k méně ambiciózní verzi.
Když Roccatelli v roce 1951 zemřel , vedení prací bylo svěřeno architektovi Annibale Vitellozzimu. S ohledem na Letní olympijské hry 1960 tak stadion dosáhl kapacity kolem sta tisíc lidí, jak si Del Debbio představoval. Stavba byla slavnostně otevřena 17. května 1953, když na stadionu byl cíl 6. etapy cyklistického závodu Giro d'Italia a poté i fotbalový zápas Itálie - Maďarsko (0:3). Během OH  byl oficiálně přejmenovaném na Olimpico (Olympijský). Konalo se zde zahajovací a závěrečný ceremoniál a též atletické soutěže. Později stadion hostil různá vydání italských atletických šampionátů, Mistrovství světa v atletice 1987 a stále pořádá každoroční  atletické mítinky Golden Gala.

### 1990–současnost
S ohledem na MS 1990, jehož hlavním stadionem byl Olimpico, byly plánovány radikální renovace. Práce byly svěřeny působivému týmu designérů, včetně původního designéra Annibale Vitellozziho , architekta Maurizia Clericiho, ing. Paolo Teresi a Ing. Antonio Maria Michetti (struktury). Od roku 1987 do roku 1990 intervenční plán doznal řady změn s následným zvýšením nákladů. Nakonec bylo zařízení téměř úplně zbořeno a přestavěno na železobeton, s výjimkou tribuny Tevere. Všechny sektory stadionu byly kompletně pokryty bílou tahovou strukturou ze skelných vláken potažených PTFE. Byla instalována modrá plastová sedadla bez opěradel a dvě obří obrazovky. Po dokončení práce byla kapacita navýšena na 82 922 sedadel. Zrekonstruované Olimpico hostilo prvních pět zápasů Itálie a také finále MS 1990. Dne 22. května 1996 se zde odehrálo finálové utkání LM mezi Juventusem a Ajaxem.
V roce 2007 byl zahájen rozsáhlý plán vnitřní restrukturalizace stadionu s cílem uvést jej do souladu se standardy UEFA s ohledem na finále LM, které se hrálo 27. května 2009. Práce byli dokončené v roce 2008 a počítaly s uvedením konstrukcí do standardu, zlepšením bezpečnosti, úpravou šaten a tiskové místnosti, kompletní výměnou sedadel, instalací nových digitálních obrazovek s vysokým rozlišením, laviček, částečné odstranění zábran z plexiskla mezi tribunami a hřištěm a snížení míst k sezení na současnou kapacitu 70 634 míst.

## Zápasy

### Mistrovství světa
Stadion hostil jeden ročník Mistrovství světa ve fotbale konaný v Itálii a to MS 1990.

#### Mistrovství světa ve fotbale 1990
- Itálie –  Rakousko 1:0 (skupina A) 9. června
- Itálie –  USA 1:0 (skupina A) 14. června
- Itálie –  Československo 2:0 (skupina A) 19. června
- Itálie –  Uruguay 2:0 (osmifinále) 25. června
- Itálie –  Irsko 1:0 (čtvrtfinále) 30. června
- NSR –  Argentina 1:0 (finále) 8. července

### Mistrovství Evropy
Stadion hostil dva ročníky Mistrovství Evropy ve fotbale konaný v Itálii a to ME 1968 a ME 1980. Také byl součástí ME 2020, konané po celém kontinentu.

#### Mistrovství Evropy ve fotbale 1968
- Anglie –  Sovětský svaz 2:0 (o 3. místo) 8. června
- Itálie –  Jugoslávie 1:1 (finále 1. zápas) 8. června
- Itálie –  Jugoslávie 2:0 (finále 2. zápas) 10. června

#### Mistrovství Evropy ve fotbale 1980
- Československo –  NSR 0:1 (skupina A) 11. června
- Československo –  Řecko 3:1 (skupina A) 14. června
- Itálie –  Belgie 0:0 (skupina B) 18. června
- NSR –  Belgie 2:1 (finále) 22. června

#### Mistrovství Evropy ve fotbale 2020
- Turecko –  Itálie 0:3 (skupina A) 11. června
- Itálie –  Švýcarsko 3:0 (skupina A) 16. června
- Itálie –  Wales 1:0 (skupina A) 20. června
- Ukrajina –  Anglie 0:4 (čtvrtfinále) 3. července